# وزارة المالية (كينيا)
وزارة الماليَّة الكينيَّة هي وزارة في الحكومة الكينية والتي تقوم بصياغة السياسات المالية والاقتصادية وتشرف على التنسيق الفعال للعمليات المالية الحكومية.
وزير المالية الحالي هو نجوجونا ندونجو.

## أنظر أيضا
- كينيا
- وزارة المالية والتنمية الاقتصادية (إثيوبيا)

## روابط خارجية
- وزارة المالية، كينيا

قالب:Kenya-Ministers of Finance